# Safawi, Hama
Safawi, Hama (tiếng Ả Rập: صفاوي) là một ngôi làng Syria nằm ở phó huyện Salamiyah thuộc huyện Salamiyah, Hama. Theo Cục Thống kê Trung ương Syria (CBS), Safawi, Hama có dân số 42 người trong cuộc điều tra dân số năm 2004.